# Nōntas Papantōniou
Epameinōndas-Savvas Papantōniou, detto Nōntas (in greco Επαμεινώνδας-Σάββας "Νώντας" Παπαντωνίου?; Atene, 28 aprile 1990), è un cestista greco.